# 羅渣士體育網
羅渣士體育網（英語：Sportsnet）是加拿大一條主要播放體育節目的英語收費電視頻道，於國内設有四條地區訊號，為羅渣士傳媒集團成員。

## 歷史
羅渣士體育網的前身是「CTV體育網」（CTV Sportsnet），於1996年獲加拿大視訊委員會（CRTC）發牌，並於1998年10月9日啓播。CTV佔頻道40%股權，而羅渣士、啤酒公司莫爾森和霍士廣播公司的子公司LMC International Inc.則各佔20%。
CTV於2000年收購另一間收費體育電視台TSN後，被CRTC下令出售其CTV體育網股份。CTV將股份售予羅渣士，而交易於2001年獲CRTC批准後，頻道亦改稱「羅渣士體育網」（Rogers Sportsnet）。羅渣士其後亦購入莫爾森和LMC的股份，成為頻道的全資母公司。
頻道成立後成功取代TSN，成為國家冰球聯盟（NHL）於加拿大的有綫電視轉播商。頻道啓播後首場現場轉播的體育賽事是NHL 1998–99年度球季揭幕戰，由費城飛人隊對戰紐約遊騎兵隊，而頻道從該球季至2001–02年度球季亦播放週二晚常規賽事以及首回合季後賽。全國性的有綫電視轉播權其後回歸TSN，但羅渣士體育網仍持有六支加拿大NHL隊伍中五支的地區性轉播權。
頻道被CTV出售後仍然留守CTV位於多倫多市士嘉堡區的廣播大樓，而競爭對手TSN被CTV收購後亦遷至該處。兩台共處的情況維持了好幾年，到羅渣士體育網於2008年遷入位於多倫多市中心的羅渣士大樓後才告結束。

### 擴充品牌
2010年8月14日，羅渣士旗下的另一條收費體育頻道「羅渣士體育網第一台」（Rogers Sportsnet One）啓播，標誌著羅渣士將「Sportsnet」品牌延伸至集團旗下其他媒體的第一步。體育網第一台在全國播放，每年直播約800小時的體育節目，並另設一系列輔助訊號以播放NHL地區賽事。羅渣士再於2011年1月將旗下兩間地區性體育電台（多倫多AM590和卡加利AM960）重新包裝為「體育網電台」（Sportsnet Radio），又於同年9月29日創立《體育網雜誌》（Sportsnet Magazine）。
2011年10月3日，羅渣士正式將旗下所有收費體育頻道名稱從「Rogers Sportsnet」簡化為「Sportsnet」，並更換標誌和統一企業形象。另外，羅渣士與塞坦塔（Setanta）聯手創立的收費體育頻道「加拿大塞坦塔體育台」（Setanta Sports Canada）亦於當日更名為「體育網世界台」（Sportsnet World），而塞坦塔所持有的股份亦轉售予MLM Management。

## 地區訊號

羅渣士體育網各地區訊號

羅渣士體育網於全國分開四條地區訊號播放，每條訊號的節目編排各有分別以播放區内觀眾關注的體育賽事。四條地區訊號如下：
- 東部訊號（Sportsnet East）：

覆蓋安大略省東部、魁北克省、紐賓士域省、斯高沙省、愛德華王子島省、以及紐芬蘭及拉布拉多省；
- 安大略省訊號（Sportsnet Ontario）：

覆蓋安省餘下地區；
- 西部訊號（Sportsnet West）：

覆蓋緬尼托巴省、沙省、亞伯達省、努拿烏特地區以及西北地區；
- 太平洋訊號（Sportsnet Pacific）：

覆蓋卑詩省和育空地區。
國内有綫電視系統的類比頻道陣容只可提供該區的羅渣士體育網訊號，但數碼有綫系統和衛星電視系統則可提供全數四條訊號。自2009年起，四條訊號皆以標清和高清廣播。

## 轉播賽事
美國職棒大聯盟（MLB）多倫多藍鳥隊的賽事於羅渣士體育網全數四條訊號播放；兩者同屬羅渣士通訊集團。此外，羅渣士體育網亦於全國轉播ESPN的星期日晚上職棒賽事，並擁有MLB明星賽和季後賽於加拿大的轉播權。Sportsnet的太平洋訊號亦有轉播部分西雅圖水手隊的賽事，而其它地區訊號亦有轉播美國其它地區性體育頻道所覆蓋的MLB賽事。 
Sportsnet也是加拿大國内的主要國家冰球聯盟（NHL）電視轉播商之一，旗下四條訊號播放其主隊的賽事：東部訊號專注渥太華參議員隊；安省訊號專注多倫多楓葉隊；西部訊號專注愛民頓油人和卡加利火焰；太平洋訊號則專注溫哥華加人隊。蒙特利爾加拿大人隊的獨家轉播權則歸法語體育頻道RDS，因此該隊是唯一一支沒有於Sportsnet亮相的加拿大NHL隊伍。此外，Sportsnet也是加拿大冰球聯盟的全國轉播商。
足球方面，Sportsnet亦於周末轉播英格蘭超級聯賽賽事，並播放部分多倫多FC賽事。Sportsnet亦投得2009年至2012年的歐洲聯賽冠軍盃和歐洲超級盃足球賽轉播權。
羅渣士體育網並聯同CTV電視網以及其它廣播公司組成財團，於2005年投得溫哥華2010年冬季奧運會和倫敦2012年奧運會的加拿大轉播權。
羅渣士傳媒於2007年收購全國五間Citytv分台後，遇上兩項體育賽事撞期時，卡加利火焰、愛民頓油人或溫哥華加人的賽事偶然會從Sportsnet調往那些城市的Citytv分台播放。

## 高清廣播
羅渣士體育網的首條高清頻道「Sportsnet HD」於2003年9月1日啓播。該頻道大部分時段的節目與安省訊號同步播放，餘下時段則與其它訊號聯播或播放獨有節目。
羅渣士體育網從NHL 2007-08年度球季起以高清轉播部分溫哥華加人、卡加利火焰、愛民頓油人、多倫多楓葉和渥太華參議員的冰球賽事，而四條地區訊號亦從2009年1月26日起以高清廣播。

## 外部連結
- Rogers Sportsnet （页面存档备份，存于）